# Struhařov (Kelet-prágai járás)
Struhařov település Csehországban, a Kelet-prágai járásban. Struhařov Ondřejov, Vyžlovka, Klokočná, Černé Voděrady, Louňovice, Zvánovice, Mnichovice és Svojetice településekkel határos. Lakosainak száma 994 fő (2024. január 1.).

## Népesség
A település lakosságának változását az alábbi diagram mutatja:
| Lakosok száma | 354  | 404  | 375  | 485  | 473  | 513  | 789  | 862  | 944  | 994  |
|               | 1869 | 1890 | 1921 | 1950 | 1980 | 2001 | 2017 | 2019 | 2022 | 2024 |